# 佐奈駅
佐奈駅（さなえき）は、三重県多気郡多気町平谷にある、東海旅客鉄道（JR東海）紀勢本線の駅である。

## 歴史
- 1923年（大正12年）3月20日：鉄道省紀勢東線（現・紀勢本線）相可口駅（現・多気駅） - 栃原駅間延伸時に開設[1]。
- 1959年（昭和34年）7月15日：線路名称改定。紀勢東線が紀勢本線へ編入、同線の駅となる[2]。
- 1963年（昭和38年）7月1日：貨物取扱廃止[1]。
- 1983年（昭和58年）12月21日：無人駅化[3]。荷物扱い廃止[1]。
- 1987年（昭和62年）4月1日：国鉄分割民営化に伴い、JR東海の駅となる[2][1]。
- 2000年（平成12年）2月：木造駅舎解体、新しい待合所竣工。

## 駅構造
相対式ホーム2面2線を有する列車交換可能な地上駅。両ホームは跨線橋で連絡している。
多気駅管理の無人駅。亀山方面ホームに接して待合所を兼ねた駅舎を備える。

### のりば
| 番線 | 路線      | 方向 | 行先             |
| ---- | --------- | ---- | ---------------- |
| 1    | ■紀勢本線 | 上り | 松阪・名古屋方面 |
| 2    | ■紀勢本線 | 下り | 尾鷲・新宮方面   |

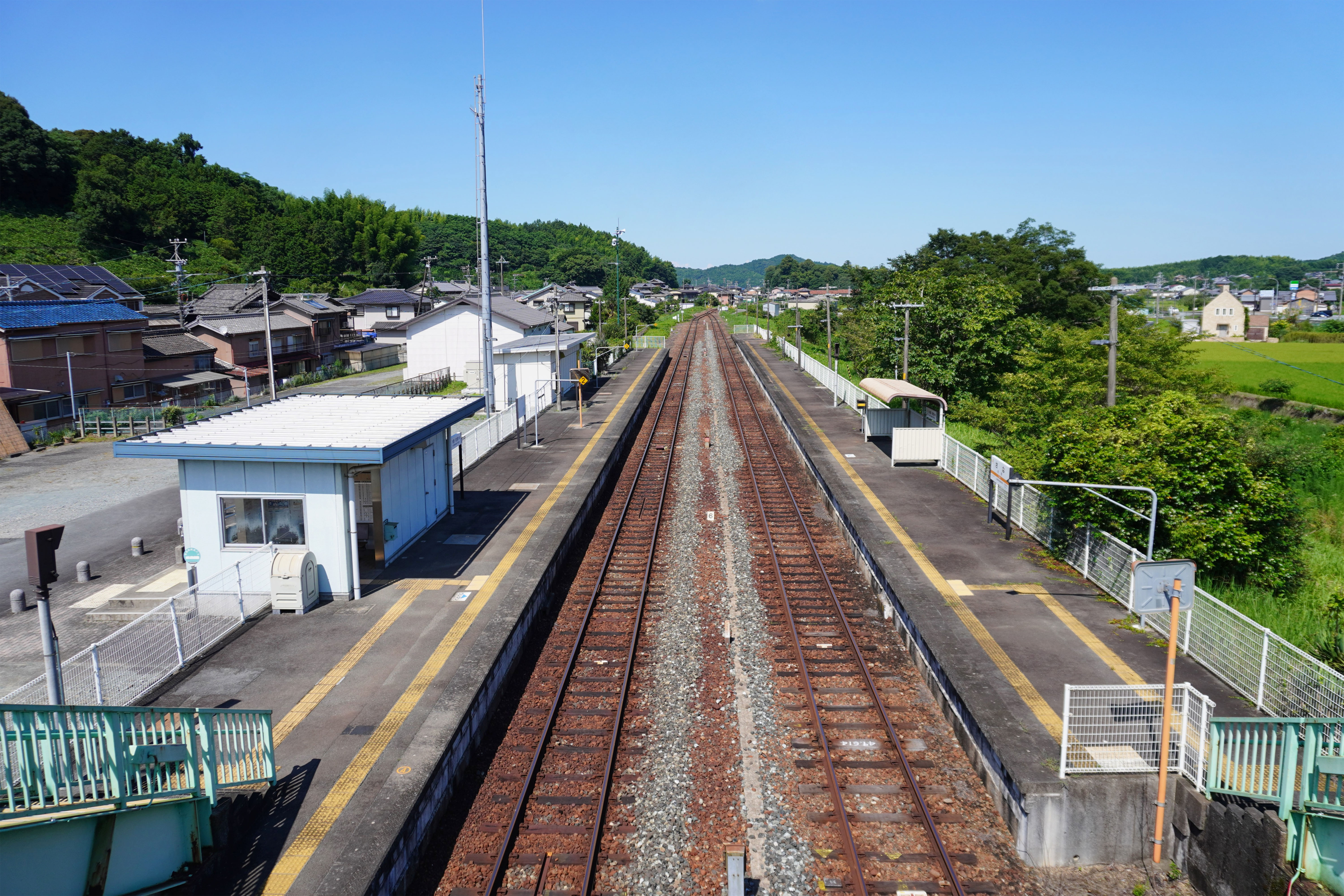
ホーム（2023年7月）

## 利用状況
「三重県統計書」によると、近年の1日平均乗車人員の推移は以下の通り。
| 年度   | 1日平均 乗車人員 |
| ------ | ---------------- |
| 1998年 | 50               |
| 1999年 | 54               |
| 2000年 | 54               |
| 2001年 | 61               |
| 2002年 | 45               |
| 2003年 | 47               |
| 2004年 | 35               |
| 2005年 | 42               |
| 2006年 | 33               |
| 2007年 | 37               |
| 2008年 | 41               |
| 2009年 | 45               |
| 2010年 | 44               |
| 2011年 | 51               |
| 2012年 | 51               |
| 2013年 | 45               |
| 2014年 | 40               |
| 2015年 | 44               |
| 2016年 | 46               |
| 2017年 | 43               |
| 2018年 | 40               |
| 2019年 | 39               |

## 駅周辺
- 円光苑
- 伊勢自動車道勢和多気IC
- 和歌山別街道
- 五桂池ふるさと村
- 佐那神社
- 三重交通「佐奈」停留所

## 隣の駅
東海旅客鉄道（JR東海）
■紀勢本線
相可駅 - 佐奈駅 - 栃原駅